# Helloïse
Helloïse is een Nederlandse rockband, die is ontstaan uit het eveneens Nederlandse Highway Chile. Volgens OOR's Pop-encyclopedie zorgt de zogenaamde New wave of British heavy metal voor een opleving van hardrock in Nederland en leidt dit tot het oprichten van bands als Bodine, Vengeance, Highway Chile en dus ook Helloïse.

## Biografie

### Ontstaan

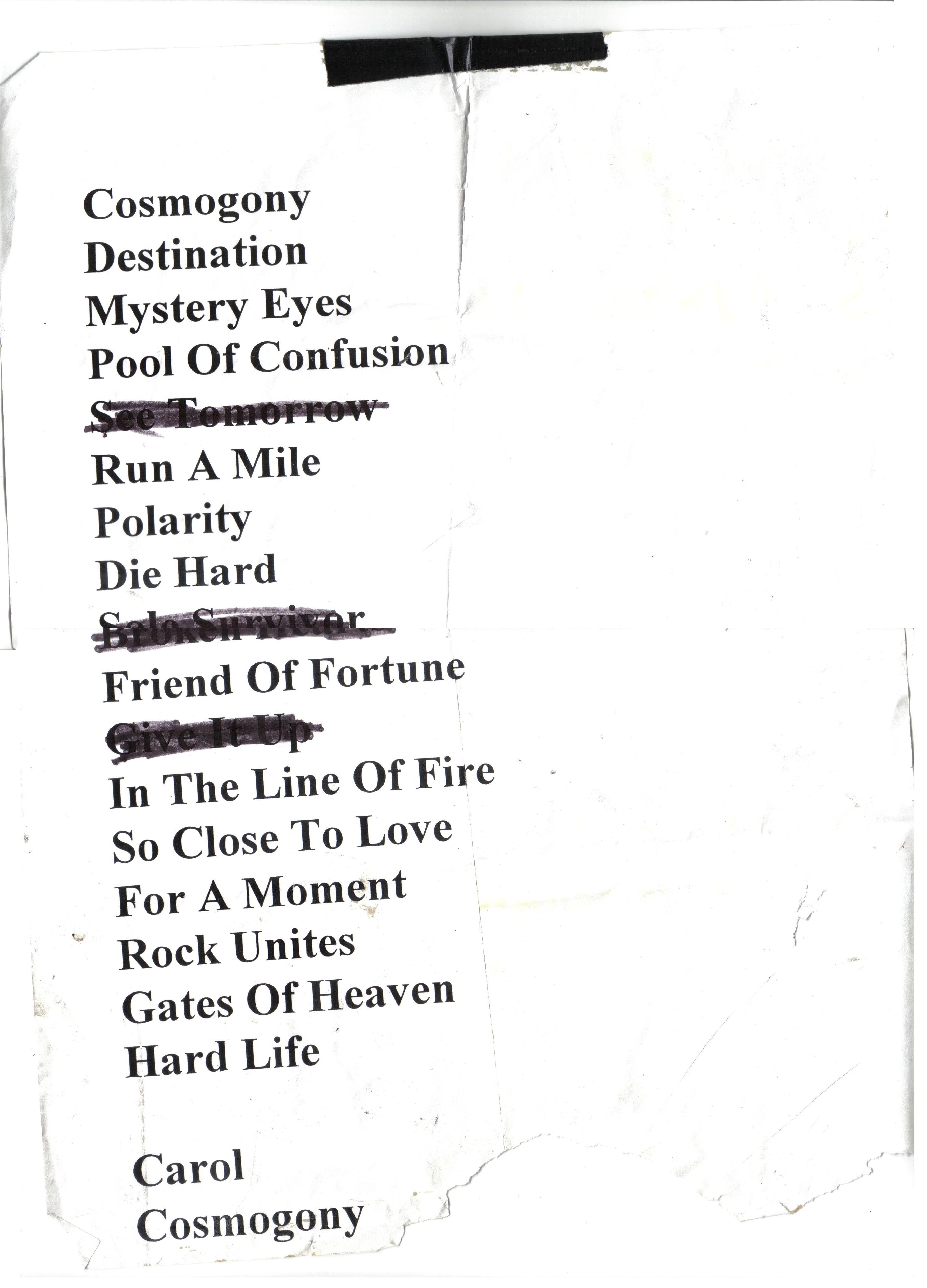
Setlist Helloïse

Hoewel sommige bronnen over 1983 spreken, wordt Helloïse volgens Hans van den Heuvel  opgericht in april 1984. Het initiatief ligt bij de Highway Chile-muzikanten Ernst van Ee en Ben Blaauw. Aanleiding voor het oprichten van deze nieuwe band is hun onvrede over het werk van Highway Chile-collega en -zanger Armand van der Stigchel. Highway Chile zal na het vertrek van Van Ee en Blaauw nog een tijdje doorgaan, maar volgens Van den Heuvel  zijn de fans dan al overgelopen naar Helloïse. Waar Helloïse gaat, is Highway Chile echter nooit ver weg, getuige de setlist van het laatste concert van de 'Just for the record'-tour in 1997 in zaal Noorderligt te Tilburg, waar toch weer het Highway Chile-nummer Carol opduikt.

### Cosmogony
In oktober 1985 komt bij WEA het debuutalbum Cosmogony uit, dat goede recensies krijgt. Van den Heuvel noemt twee redenen. Allereerst noemt hij de professionele instelling van de musici, gekoppeld aan hun capaciteiten tot het schrijven van pakkende liedjes. Ten tweede roemt hij producer John Sonneveld, die de breed opgezette, melodieuze songs voorziet van veel meerstemmige zang en gitaararrangementen van de juiste dynamiek. Het titelnummer - met een aanstekelijk refrein - is tot op heden het meest gestreamde nummer van Helloïse op Spotify, op de voet gevolgd door Run a Mile, de ballad van het album.

### Polarity en split
In 1987 komt opvolger Polarity uit. Naast hardrocksongs staat er met See Tomorrow een nummer op waarbij de koers in de richting van AOR wordt verlegd. In het Flamenco-achtige En La Linea de Fuego hoort men enkel een akoestische gitaar. Helaas vallen de verkoopcijfers van het album tegen en besluit WEA niet verder te gaan met Helloïse. Als er geen vervangend groot label gevonden wordt, dan houdt Ernst van Ee het voor gezien. De achtergebleven muzikanten besluiten enige tijd later om de band op te heffen.

## Reünie
Voor wat betreft de reünie van de band komt het initiatief – net als bij de oprichting – opnieuw van Ernst van Ee. Daaraan voorafgegaan is het uitbrengen van Cosmogony op cd in 1996 door Pseudonym Records. Live-muziekkrant 'Alles op Tien' vraagt in 1997 aan Ben Blaauw om te reflecteren op de split eind jaren '80: 'Persoonlijk werd ik daar gek van. Ik vond het een zwarte periode. Daarom vind ik het ook moeilijk om opnieuw te beginnen'. Na afloop van de 'Just for the record'-tour om de cd-versie van Cosmogony te promoten, volgt er toch een doorstart.

### A Time & A Place For Everything
In 1998 wordt bij Transmission A Time & A Place For Everything uitgebracht. Ernst van Ee was eerder als drummer te horen op muziek van Arjen Lucassen en in de vorm van het nummer After the War is er nu een bijdrage van Lucassen op dit album van Helloïse. José Ramón González beschrijft het als: '..een komeet, die verloren lijkt gegaan, maar opnieuw in onze baan verschijnt met een nieuw, uitstekend album..'.

### Fata Morgana
Drie jaar later verschijnt bij Transmission Fata Morgana en wederom zoekt de band de samenwerking met andere artiesten, in dit geval Sascha Paeth, Robby Valentine en Lana Lane. Naast eigen werk bevat het album een cover van het nummer Eloise van Paul en Barry Ryan. Het idee ontstond naar aanleiding van de in de loop der jaren steeds terugkerende vraag of er een relatie was tussen dit nummer en de naam van de band. Alleen al door de spelling van de twee namen op de albumcover met elkaar te vergelijken kan iedereen nu zien dat Helloïse niet naar Eloise is vernoemd. De naam Helloïse is ontleend aan de Griekse mythologie.

## Veranderd muzikaal klimaat
Ook na de jaren '80 is er belangstelling voor de band. Zo brengt Disky in 1997 het verzamelalbum Power Of Glory - 42 Rock Metal Hits uit met daarop het nummer Cosmogony. Een in hardrock en AOR gespecialiseerd internetradiostation als Munich's Hardest Hits neemt nummers van A Time & A Place For Everything en Fata Morgana op in haar programma. Met de reünie is Helloïse echter in een veranderd muzikaal klimaat terecht gekomen. Polarity blijft vooralsnog het enige Helloïse-album dat de Nederlandse album top-40 haalt.